# مارك كول
مارك كول (بالإنجليزية: Mark Cole)‏ هو سياسي أمريكي، ولد في 6 يونيو 1958 في الولايات المتحدة. حزبياً، نشط في الحزب الجمهوري.

## وصلات خارجية
- الموقع الرسمي